# Rhizophora
Genre
Classification phylogénétique
Rhizophora est un genre de plantes à fleurs de la famille des Rhizophoraceae. C'est un palétuvier possédant des racines échasses.

## Description
Le ''palétuvier rouge'' (représenté par le genre Rhizophora) est un arbre d'une dizaine de mètres de hauteur au maximum, qui pousse souvent au front de la mangrove à la limite de l'eau libre ; il est facilement reconnaissable aux racines adventives qui tombent verticalement de ses branches et surtout aux grandes racines-échasses qui partent en arcs-boutants du tronc principal en un réseau inextricable.

## Liste des espèces
- Rhizophora apiculata Blume
- Rhizophora harrisonii
- Rhizophora mangle L.
- Rhizophora mucronata Lam.
- Rhizophora racemosa
- Rhizophora samoensis (Hochr.) Salv.
- Rhizophora selata (Salv.) Toml.
- Rhizophora stylosa Griffith
- Rhizophora tomlinsonii